# Liga Europeia de Hóquei em Patins de 2012–13
A Liga Europeia de 2012–13 foi a 48ª edição da Liga Europeia organizada pelo CERH. O Benfica sagrou-se campeão europeu pela primeira vez, frente ao FC Porto, na primeira final totalmente portuguesa, que foi disputada no pavilhão Dragão Caixa, no Porto.

## Equipas da Liga Europeia 2012-12
As equipas classificadas são: 
| Fase de Grupos | Equipas         | Equipas         | Equipas        | Equipas           |
| -------------- | --------------- | --------------- | -------------- | ----------------- |
| Fase de Grupos | Liceo da Coruña | FC Barcelona    | CE Noia        | Igualada HC       |
| Fase de Grupos | Reus Deportiu   | SL Benfica      | FC Porto       | Candelária SC     |
| Fase de Grupos | UD Oliveirense  | Amatori Lodi    | CGC Viareggio  | Marzotto Valdagno |
| Fase de Grupos | HC Quévert      | SCRA Saint-Omer | RSC Cronenberg | Genève RHC        |

## Fase de Grupos

### Grupo A
| Equipa        | Pts | J | V | E | D | GM | GS | DG |
| ------------- | --- | - | - | - | - | -- | -- | -- |
| FC Barcelona  | 14  | 6 | 4 | 2 | 0 | 23 | 13 | 10 |
| Igualada HC   | 10  | 6 | 3 | 1 | 2 | 20 | 19 | 1  |
| Candelária SC | 5   | 6 | 1 | 2 | 3 | 15 | 18 | -3 |
| HC Quévert    | 4   | 6 | 1 | 1 | 4 | 18 | 26 | -8 |

|               | BAR | CAN | IGU | QUE |
| ------------- | --- | --- | --- | --- |
| FC Barcelona  | –   | 5–3 | 1–1 | 4–1 |
| Candelária SC | 3–3 | –   | 3–1 | 1–3 |
| Igualada HC   | 0–1 | 3–2 | –   | 7–4 |
| HC Quévert    | 2–5 | 3–3 | 4–6 | –   |

| 10 de Novembro de 2012 | Candelária SC    | 1-3 | HC Quévert                   | Pavilhão da Candelária                                    |
| 21:00 (GMT-1)          | Martin Montivero |     | Maxi Oliva Tomas Torrant (2) | Árbitro: Joaquin Lopez Varela e Carlos Jose Bifet Plobins |

| 10 de Novembro de 2012 | FC Barcelona | 1-1 | Igualada HC   | Palau Blaugrana                     |
|                        | Marc Torra   |     | David Cáceres | Árbitro: Joaquim Almeida João Nunes |

| 24 de Novembro de 2012 | Igualada HC                               | 3-2 | Candelária SC                 | Pavello Les Comes                               |
| 20:30 (GMT+1)          | Ton Baliu David Cáceres Marçal Casadevall |     | Tiago Resende Mauro Fernandez | Árbitro: Alessandro da Prato Ulderico Barbarisi |

| 24 de Novembro de 2012 | HC Quévert   | 2-5 | FC Barcelona                                     | Sale de Dinan                                  |
| 21:00 (GMT+1)          | Burgoa Tomas |     | Marc Gual (2) Sergio Miras Marc Juliá Marc Torra | Árbitro: Massimiliano Carmazzi Rossano Rotelli |

| 15 de Dezembro de 2012 | HC Quévert | 4-6 | Igualada HC | Sale de Dinan                 |
| 21:00 (GMT+1)          |            |     |             | Árbitro: M. Lewis R. Eggimann |

| 15 de Dezembro de 2012 | Candelária SC                              | 3-3 | FC Barcelona                 | Pavilhão da Candelária    |
| 21 (GMT-1)             | Pedro Afonso Tiago Resende Gonçalo Suissas |     | Pablo Alvarez Marc Torra (2) | Árbitro: F. Gianni Matteo |

| 19 de Janeiro de 2013 | Igualada HC | 7-4 | HC Quévert | Pavello Les Comes                      |
| 20:30 (GMT-1)         |             |     |            | Árbitro: Luís Peixoto Miguel Guilherme |

| 19 de Janeiro de 2013 | FC Barcelona | 5-3 | Candelária SC                                                                                  | Palau Blaugrana                  |
| 18:00 (GMT-1)         | 1-0 Reinaldo Garcia 12 min 1ªP 2-1 Marc Torra 5 min 2ªP 3-1 Pablo Álvarez 7 min 2ªP 4-3 Reinaldo Garcia 19 min 2ªP 5-3 Marc Torra GP 23 min 2ªP |     | 1-1 Mauro Fernández 24 min 1ªP 3-2 Tiago Resende GP 14 min 2ªP 3-3 Martin Montivero 16 min 2ªP | Árbitro: F. Ferrati e A. Eccelsi |

| 16 de Fevereiro de 2013 | HC Quévert | 3-3 | Candelária SC | Sale de Dinan          |
|                         |            |     |               | Árbitro: Molina Prades |

| 17 de Fevereiro de 2013 | Igualada HC | 0-1 | FC Barcelona | Pavello Les Comes           |
|                         |             |     |              | Árbitro: Jose Joaquim Pinto |

| 16 de Março de 2013 | Candelária SC                                                                    | 3-1 | Igualada HC            | Pavilhão da Candelária              |
| 20:00 (GMT)         | 1-0 Martin Montivero 10 min 2-0 Gonçalo Suissas 15min 3-0 Mauro Fernandez 39 min |     | 3-1 Oriol Vives 50 min | Árbitro: S. Tartarelli R. Strippoli |

| 16 de Março de 2013 | FC Barcelona                              | 4-2 | HC Quévert        | Palau Blaugrana             |
| 20:00 (GMT)         | Reinaldo Malea Marc Gual Marc Torra Miras |     | Tomas Landrin (2) | Árbitro: E. Armati D. Loewe |

### Grupo B
| Equipa       | Pts | J | V | E | D | GM | GS | DG  |
| ------------ | --- | - | - | - | - | -- | -- | --- |
| FC Porto     | 13  | 6 | 4 | 1 | 1 | 34 | 23 | 11  |
| CE Noia      | 10  | 6 | 3 | 1 | 2 | 17 | 15 | 2   |
| Amatori Lodi | 8   | 6 | 2 | 2 | 2 | 28 | 24 | 4   |
| Saint Omer   | 2   | 6 | 0 | 2 | 4 | 19 | 36 | -17 |

|              | FCP | NOI | LOD | STO  |
| ------------ | --- | --- | --- | ---- |
| FC Porto     | –   | 6–4 | 6–6 | 8–4  |
| CE Noia      | 4–2 | –   | 5–3 | 2–2  |
| Amatori Lodi | 2–4 | 1–0 | –   | 10–3 |
| Saint Omer   | 3–8 | 1–2 | 6–6 | –    |

| 10 de Novembro de 2012 | Amatori Lodi  | 2-4 | FC Porto                                      | PalaCastellotti                     |
| 20:00 (GMT)            | Tataranni (2) |     | Ricardo Barreiros (2) Tiago Losna Jorge Silva | Árbitro: Isaac Sanz Alberto Garrote |

| 10 de Novembro de 2012 | CE Noia | 2-2 | St. Omer | Pavelló Olímpic de l'Ateneu Agrícola        |
|                        |         |     |          | Árbitro: Carlo Corponi Salvatore Tartarelli |

| 24 de Novembro de 2012 | St. Omer                        | 6-6 | Amatori Lodi                                                                | Salle des Sports du Brockus          |
| 20:30 (GMT+1)          | Tiago Barbosa (5) Cirilo García |     | Sérgio Festa (2) Matias Platero Marco Montaran João Pinto Mariano Velasquez | Árbitro: Rui Torres Manuel Fernandes |

| 24 de Novembro de 2012 | FC Porto                                               | 6-4 | CE Noia                                     | Dragão Caixa                         |
| 18:30 (GMT)            | Ricardo Barreiros (2) Jorge Silva (3) Reinaldo Ventura |     | Joan Feixas Eloi Mitjans (2) Aleix Esteller | Árbitro: Gianni Fermi Matteo Galoppi |

| 15 de Dezembro de 2012 | FC Porto                                                                         | 8-4 | St. Omer                                   | Dragão Caixa               |
| 16:00                  | Reinaldo Ventura Jorge Silva (2) Ricardo Barreiros (3) Tiago Losna Pedro Moreira |     | Cirilo Garcia (2) Tiago Barbosa Omar Nader | Árbitro: J. Molina J. Ribo |

| 15 de Dezembro de 2012 | Amatori Lodi   | 1-0 | CE Noia | Pavelló Olímpic de l'Ateneu Agrícola |
|                        | Matias Platero |     |         | Árbitro: Rego Lamela José Monteiro   |

| 19 de Janeiro de 2013 | St. Omer                                | 3-8 | FC Porto                                                          | Salle des Sports du Brockus   |
| 19:30 (GMT-1)         | Luis Minuzzi T. Barbosa Francesco Dolce |     | Ricardo Barreiros (2) Jorge Silva (2) Hélder Nunes Vítor Hugo (2) | Árbitro: F. Garcia e L. Delfa |

| 19 de Janeiro de 2013 | CE Noia                                                    | 5-3 | Amatori Lodi                | Pavelló Olímpic de l'Ateneu Agrícola         |
|                       | Jordi del Amor Pau Bargalló (2) Joan Feixas Aleix Esteller |     | Sergio Festa Matías Platero | Árbitro: Joaquim Carpelho e João Paulo Romão |

| 16 de Fevereiro de 2013 | FC Porto | 6-6 | Amatori Lodi | Dragão Caixa         |
|                         |          |     |              | Árbitro: Galan Lopez |

| 16 de Fevereiro de 2013 | St. Omer | 1-2 | CE Noia | Salle des Sports du Brockus |
|                         |          |     |         | Árbitro: Elhert Ulrich      |

| 16 de Março de 2013 | Amatori Lodi | 10-3 | St. Omer | PalaCastellotti               |
| 20:00 (GMT)         |              |      |          | Árbitro: A. Gomez O. Valverde |

| 16 de Março de 2013 | CE Noia                                                   | 4-2 | FC Porto                         | Pavelló Olímpic de l'Ateneu Agrícola |
| 20:00 (GMT)         | 1-0 Pau Bargallo 2-0 Mitjans 3-1 Juan Feixas 4-1 Del Amor |     | 2-1 Caio 4-2 Reinaldo Ventura GP | Árbitro: A. Eccelsi A. Da Prato      |

### Grupo C
| Equipa         | Pts | J | V | E | D | GM | GS | DG  |
| -------------- | --- | - | - | - | - | -- | -- | --- |
| SL Benfica     | 13  | 6 | 4 | 1 | 1 | 35 | 17 | 18  |
| Réus Deportiu  | 12  | 6 | 4 | 0 | 2 | 32 | 26 | 6   |
| CGC Viareggio  | 10  | 6 | 3 | 1 | 2 | 34 | 25 | 9   |
| CSC Cronenberg | 0   | 6 | 0 | 0 | 6 | 17 | 50 | -33 |

|                | REU | SLB | VIA | CRO  |
| -------------- | --- | --- | --- | ---- |
| Réus Deportiu  | –   | 4–3 | 7–4 | 11–3 |
| SL Benfica     | 7-1 | –   | 4–4 | 12–3 |
| CGC Viareggio  | 8–3 | 2–4 | –   | 7–3  |
| CSC Cronenberg | 1–6 | 3–5 | 4–9 | –    |

| 10 de Novembro de 2012 | SL Benfica                                                                          | 7-1 | Réus Deportiu | Pav. Império Bonança                        |
| 18:00 (GMT)            | Valter Neves Luís Viana (2) Diogo Rafael Estéban Abalos Carlos Lopez João Rodrigues |     | Raul Martin   | Árbitro: Ulderico Barbarisi Rossano Rotelli |

| 10 de Novembro de 2012 | CGC Viareggio | 7-3 | CSC Cronenberg | PalaBarsacchi                   |
|                        |               |     |                | Árbitro: Mark Lewis e J. Melero |

| 24 de Novembro de 2012 | CSC Cronenberg | 3-5 | SL Benfica                                                       | Alfred-Henkels Halle                         |
| 20:00 (GMT+1)          |                |     | Luís Viana Carlos Lopez João Rodrigues Diogo Rafael Valter Neves | Árbitro: José Gomez Sanchez Alberto Exposito |

| 24 de Novembro de 2012 | Réus Deportiu                                                  | 7-4 | CGC Viareggio                                        | Pazo dos Deportes do Réus Deportiu |
| 21:30 (GMT+1)          | Albert Casanovas Xavi Rubio Marc Olle Jordi Adroher Raul Marin |     | Emmanuel Garcia (2) Alberto Orlandi Mirko Bertolluci | Árbitro: José Pinto Paulo Santos   |

| 15 de Dezembro de 2012 | Réus Deportiu | 11-3 | CSC Cronenberg | Pazo dos Deportes do Réus Deportiu |
| 21:30 (GMT+1)          |               |      |                | Árbitro: X. Jacquart X. Bleusen    |

| 15 de Dezembro de 2012 | SL Benfica                          | 4-4 | CGC Viareggio                                         | Pav. Império Bonança                    |
| 18:30                  | Cacau Carlos Lopez (2) Valter Neves |     | Emanuel Garcia Davide Motoran Alberto Orlandi Matarin | Árbitro: F.J. Garcia L. Delfa (Espanha) |

| 19 de Janeiro de 2013 | CSC Cronenberg | 1-6 | Réus Deportiu                                         | Alfred-Henkels Halle          |
| 21:30 (GMT+1)         |                |     | Jordi Adroher (2) Raul Marin (2) Albert Casanovas (2) | Árbitro: A. Esoli e P. Hanras |

| 19 de Janeiro de 2013 | CGC Viareggio                   | 2-4 | SL Benfica                                              | PalaBarsacchi                   |
|                       | Davide Motaran Mirko Bertolucci |     | João Rodrigues Esteban Ábalos Cláudio Filho "Cacau" (2) | Árbitro: O. Valverde e A. Gomes |

| 16 de Fevereiro de 2013 | Réus Deportiu | 4-3 | SL Benfica | Pazo dos Deportes do Réus Deportiu |
|                         |               |     |            | Árbitro: A. Eccelsi A. Da Prato    |

| 16 de Fevereiro de 2013 | CSC Cronenberg | 4-9 | CGC Viareggio | Alfred-Henkels Halle |
|                         |                |     |               |                      |

| 16 de Março de 2013 | SL Benfica | 12-3 | CSC Cronenberg | Pav. Império Bonança       |
| 20:00 (GMT)         |            |      |                | Árbitro: S. Mayor J. Lopez |

| 16 de Março de 2013 | CGC Viareggio | 8-3 | Réus Deportiu | PalaBarsacchi                     |
| 20:00 (GMT)         |               |     |               | Árbitro: M. Guilherme J. Monteiro |

### Grupo D
| Equipa          | Pts | J | V | E | D | GM | GS | DG  |
| --------------- | --- | - | - | - | - | -- | -- | --- |
| Hockey Valdagno | 16  | 6 | 5 | 1 | 0 | 40 | 22 | 18  |
| HC Liceo Coruña | 10  | 6 | 3 | 1 | 2 | 33 | 26 | 7   |
| UD Oliveirense  | 9   | 6 | 3 | 0 | 3 | 37 | 32 | 5   |
| Genéve RHC      | 0   | 6 | 0 | 0 | 6 | 18 | 48 | -30 |

|                 | LIC | OLI | VAL  | GEN  |
| --------------- | --- | --- | ---- | ---- |
| HC Liceo Coruña | –   | 6–3 | 4–4  | 8–2  |
| UD Oliveirense  | 6–5 | –   | 6–10 | 11–2 |
| Hockey Valdagno | 7–3 | 5–3 | –    | 7–5  |
| Genéve RHC      | 4–7 | 4–8 | 1–7  | –    |

| 10 de Novembro de 2012 | UD Oliveirense                              | 6-5 | HC Liceo Coruña                   | Pavilhão Dr. Salvador Machado              |
| 18:00 (GMT)            | Tó Silva (3) Miguel Rocha (2) Gonçalo Alves |     | Jordi Bargalló (3) Tóni Pérez (2) | Árbitro: Giovanni Andrisani Franco Ferrari |

| 10 de Novembro de 2012 | Hockey Valdagno                   | 7-5 | Genéve RHC               | PalaLido                           |
|                        | Carlos Nicolia (2) Dario Rigo (1) |     | Von Danike (3) Forel (2) | Árbitro: Oscar Valverde Luis Delfa |

| 24 de Novembro de 2012 | Genéve RHC                          | 4-8 | UD Oliveirense                                  | Centre sportif de la Queue-d'Arve  |
| 18:00 (GMT+1)          | Pedro Alves (3) Federico Mendez (1) |     | Tó Silva (2) Gonçalo Alves (4) Miguel Rocha (2) | Árbitro: Xavier Garcia Juan Melero |

| 24 de Novembro de 2012 | HC Liceo Coruña                               | 4-4 | Hockey Valdagno                         | Pazo dos Deportes de Riazor           |
| 20:00 (GMT+1)          | Eduard Lamas Lucas Ordoñez Jordi Bargalló (2) |     | Pedro Gil (2) Carlos Nicolia Dario Rigo | Árbitro: Rego Lamela Florindo Cardoso |

| 15 de Dezembro de 2012 | HC Liceo Coruña | 8-2 | Genéve RHC | Pazo dos Deportes de Riazor             |
| 20:00 (GMT+1)          |                 |     |            | Árbitro: Jorge Ventura Miguel Guilherme |

| 15 de Dezembro de 2012 | UD Oliveirense             | 6-10 | Hockey Valdagno                                                         | Pavilhão Dr. Salvador Machado |
| 18:00 (GMT)            | Gonçalo Alves (5) Tó Silva |      | Carlos Nicolia (3) Mattia Coco Pedro Gil (4) Dario Rijo Diego Nicoletti | Árbitro: J. Gomez S. Mayor    |

| 19 de Janeiro de 2013 | Genéve RHC                        | 4-7 | HC Liceo Coruña                                                    | Centre sportif de la Queue-d'Arve |
|                       | Michel Matter (3) Luís Coelho (1) |     | Jordi Bargalló (3) Eduard Lamas (2) Josep Lamas (1) Toni Perez (1) | Árbitro: T. Ehlert e T. Flossel   |

| 19 de Janeiro de 2013 | Hockey Valdagno                           | 5-3 | UD Oliveirense                  | PalaLido                    |
|                       | Pedro Gil (3) Sérgio Silva Carlos Nicolia |     | André Azevedo Gonçalo Alves (2) | Árbitro: I. Sanz e X. Galan |

| 16 de Fevereiro de 2013 | HC Liceo Coruña | 6-3 | UD Oliveirense | Pazo dos Deportes de Riazor |
|                         |                 |     |                | Árbitro: Rotelli Bonuccelli |

| 16 de Fevereiro de 2013 | Genéve RHC | 1-7 | Hockey Valdagno | Centre sportif de la Queue-d'Arve |
|                         |            |     |                 | Árbitro: Lopez Sandoval           |

| 16 de Março de 2013 | UD Oliveirense                                                                                             | 11-2 | Genéve RHC       | Pavilhão Dr. Salvador Machado     |
| 20:00 (GMT)         | Gonçalo Alves (3) Miguel Rocha (4) Ricardo Ramos (1) Francisco Silva (1) Luis Pinho (1) Nelson Pareira (1) |      | Robin Simons (2) | Árbitro: M. T. Martinez F. Garcia |

| 16 de Março de 2013 | Hockey Valdagno                                                                         | 7-3 | HC Liceo Coruña                          | PalaLido                      |
| 20:00 (GMT)         | 1-0 Pedro Gil 2-0 Randon 3-0 Pedro Gil 4-0 Nicolia 5-1 Pedro Gil 6-1 Pedro Gil 7-2 Rigo |     | 5-1 Bargallo 7-2 Perez 7-3 Lucas Ordóñez | Árbitro: L. Peixoto R. Torres |

## Quartos de Final
| J | Visitado        | Resultado | Visitante       | 1ª Mão | 2ª Mão |
| 1 | HC Liceo Coruña | 5-7       | FC Barcelona    | 2-2    | 3-5    |
| 2 | CE Noia         | 3-10      | SL Benfica      | 3-3    | 0-7    |
| 3 | Réus Deportiu   | 7-8       | FC Porto        | 3-2    | 4-6    |
| 4 | Igualada HC     | 2-6       | Hockey Valdagno | 2-3    | 0-3    |

## Final Four
|  | Semifinal       | Semifinal |            |  | Final      | Final      |  |
|  |                 |           |            |  |            |            |  |
|  | 1 Junho         |           |            |  |            |            |  |
|  | FC Barcelona    | 4 (1 G)   |            |  |            |            |  |
|  | SL Benfica      | 4 (2 P)   |            |  |            |            |  |
|  |                 |           |            |  |            |            |  |
|  |                 |           |            |  | 2 Junho    |            |  |
|  |                 |           |            |  | SL Benfica | 5 (6 Prol) |  |
|  |                 | FC Porto  | 5 (5 Prol) |  |            |            |  |
|  |                 |           |            |  |            |            |  |
|  |                 |           |            |  |            |            |  |
|  |                 |           |            |  |            |            |  |
|  | 1 Junho         |           |            |  |            |            |  |
|  | FC Porto        | 9         |            |  |            |            |  |
|  | Hockey Valdagno | 7         |            |  |            |            |  |

### Meias Finais
| 1 Junho     | FC Barcelona                                                                                                 | 4-4 (1-2 g.p.) | SL Benfica                                                                                               | Dragão Caixa Porto                                                           |
| 15:00 (GMT) | 1-1 Pablo Alvarez 22' 1ªP 2-1 Sergi Panadero 22' 1Pp 3-2 Marc Torra LD 10ª F 11' 2ªP 4-3 Sergi Miras 17' 2ªP |                | 0-1 João Rodrigues 3' 1ªP 2-2 Luís Viana GP 1' 2ªP 3-3 Luís Viana GP 1' 2ªP 4-4 Carlos Lopez 24'17"' 2ªP | Público: 1 526 Árbitro: Alessandro Eccelsi Itália Alessandro Da Prato Itália |

|                                                            |       | Penalidades                                         |  |
| Sergi Miras Reinaldo Garcia HM Ordeig Marc Torra Marc Gual | 1 – 2 | Esteban Ábalos Diogo Rafael Marc Coy João Rodrigues |  |

| 1 Junho     | FC Porto | 9-7 | Hockey Valdagno | Dragão Caixa Porto                                                    |
| 18:00 (GMT) | 1-0 Ricardo Barreiros 5' 1ªP 2-0 Reinaldo Ventura GP 9' 1ªP 3-2 Hélder Nunes LD 10ªF 21' 1ªP 4-2 Pedro Moreira 1' 2ªP 5-5 Ricardo Barreiros 9' 2ªP 6-6 "Caio" Oliveira 17' 2ªP 7-7 Ricardo Barreiros GP 20' 2ªP 8-7 Ricardo Oliveira "Caio" 21' 2ªP 9-7 Hélder Nunes 22' 2ªP |     | 2-1 Pedro Gil 9' 1ªP 2-2 Carlos Nicolia LD 10ªF 15' 1ªP 4-3 Sérgio Silva 1' 2ªP 4-4 Sérgio Silva GP 3' 2ªP 4-5 Eddy Randon 8' 2ªP 5-6 Pedro Gil 13' 2ªP 5-7 Carlos Nicolia LD 15ªF 18' 2ªP | Público: 2 000 Árbitro: Oscar Valverde Munuera F. Jorge Garcia Romero |

### Final
| 2 Junho     | SL Benfica | 5-5 (6-5) golo de ouro | FC Porto | Dragão Caixa Porto                                                    |
| 17:00 (GMT) | 2-1 Cacau LD Azul 8' 1ªP 3-2 Luís Viana GP 11' 1ªP 3-3 Diogo Rafael 19' 1ªP 4-4 Marc Coy 5' 2ªP 5-4 Luís Viana GP 15' 2ªP 6-5 João Rodrigues 2' Prol. |                        | 1-0 Jorge Silva 2' 1ªP 2-0 Reinaldo Ventura GP 7' 1ªP 3-1 Reinaldo Ventura 9' 1ªP 4-3 Hélder Nunes 22' 1ªP 5-5 Reinaldo Ventura LD 19' 2ªP | Público: 2 000 Árbitro: Oscar Valverde Munuera F. Jorge Garcia Romero |

| Liga Europeia 2012–13 Vencedores |
| -------------------------------- |
|                                  |
| SL Benfica (1º)                  |

## Internacional
- Ligações para todos os sítios de hóquei
- Mundook- Sítio com notícias de todo o mundo do hóquei
- Hoqueipatins.com - Sítio com todos os resultados de Hóquei em Patins